# Charlie's Country
Charlie's Country è un film del 2013 diretto da Rolf de Heer.

## Riconoscimenti
- 2013 - Festival di Cannes
  - Prix du meilleur acteur sezione Un Certain Regard